# Acatenango
Acatenango – miasto w południowej Gwatemali,  w departamencie Chimaltenango, leżące w odległości 30 km na południe od stolicy departamentu w centralnej części Sierra Madre de Chiapas. Miasto leży u podnóża kompleksu wulkanicznego La Horqueta. Kompleks tworzą Volcán de Fuego (3763 m) oraz Acatenango (3976 m) od którego pochodzi nazwa miasta.
Miasto jest siedzibą władz gminy o tej samej nazwie, która w 2012 roku liczyła 22 176 mieszkańców. Jest niedużą gminą a jej powierzchnia obejmuje 172 km².